# Muskego
Muskego és una població dels Estats Units a l'estat de Wisconsin. Segons el cens del 2005 tenia 22.817 habitants.

## Demografia
Segons el cens del 2000, Muskego tenia 22.817 habitants. La densitat de població era de 264,5 habitants per km².
Dels 7.533 habitatges en un 39,7% hi vivien nens de menys de 18 anys, en un 71,4% hi vivien parelles casades, en un 6,7% dones solteres, i en un 18,9% no eren unitats familiars. En el 14,7% dels habitatges hi vivien persones soles el 5,9% de les quals corresponia a persones de 65 anys o més que vivien soles. El nombre mitjà de persones vivint en cada habitatge era de 2,8 i el nombre mitjà de persones que vivien en cada família era de 3,13.
Per edats la població es repartia de la següent manera: un 27,5% tenia menys de 18 anys, un 6,1% entre 18 i 24, un 31,5% entre 25 i 44, un 24,9% de 45 a 60 i un 10% 65 anys o més.
L'edat mediana era de 38 anys. Per cada 100 dones de 18 o més anys hi havia 96,3 homes.
La renda mediana per habitatge era de 64.247$ i la renda mediana per família de 69.722$. Els homes tenien una renda mediana de 49.386$ mentre que les dones 30.714$. La renda per capita de la població era de 26.199$. Aproximadament l'1% de les famílies i l'1,6% de la població estaven per davall del llindar de pobresa.

## Poblacions més properes
El següent diagrama mostra les poblacions més properes.